# ستانلي إلين
ستانلي إلين (بالإنجليزية: Stanley Ellin)‏ (6 أكتوبر 1916، بروكلين في الولايات المتحدة - 31 يوليو 1986، بروكلين في الولايات المتحدة)؛ كاتب، كاتب سيناريو وروائي أمريكي.

## روابط خارجية
- ستانلي إلين على موقع IMDb (الإنجليزية)
- ستانلي إلين على موقع ألو سيني (الفرنسية)
- ستانلي إلين على موقع ميوزك برينز (الإنجليزية)
- ستانلي إلين على موقع أول موفي (الإنجليزية)
- ستانلي إلين على موقع قاعدة بيانات الأفلام السويدية (السويدية)
- ستانلي إلين على موقع قاعدة بيانات الفيلم (الإنجليزية)
- ستانلي إلين على موقع كينوبويسك (الروسية)